# Nancy Pitman
Nancy Laura Pitman, nota anche con lo pseudonimo di Brenda McCann (Los Angeles, 1º gennaio 1951), è una criminale statunitense, ex membro della "famiglia" Manson.
Altri pseudonimi da lei utilizzati furono Nancy Monfort, Brenda Sue, McCann, Penelope Miller, Brenda Brindle, Brenda Moss, Cydette Perell, Tracy Rose, Penelope R. Tracy, Brenda Marie McKay, Ice, e Gold.

## Biografia
Nancy nacque a Los Angeles, California, in una famiglia benestante di Malibù. Crebbe in un'atmosfera di agiatezza economica e frequentò la Malibu High School. Entrambi i suoi genitori erano affaristi di successo e Nancy ebbe due fratelli minori. Da adolescente trascorse la maggior parte del tempo dividendosi tra la scuola e la passione per il surf, e fece amicizia con Deirdre Lansbury, la figlia di Angela Lansbury.

### Incontro con Charles Manson
In un periodo imprecisato prima del diploma, cominciò a frequentare una coppia di ragazze hippy leggermente più grandi di lei. Le due dissero a Nancy che abitavano insieme a un "guru" che professava l'amore libero e pace universale. Poco tempo dopo le presentarono Charles Manson.
All'epoca, Nancy aveva quindici anni, era molto bella e, soprattutto quando passeggiava in minigonna per le strade di Malibù era impossibile non notarla. Giovane, ingenua e attraente, fu un bersaglio ideale per Charlie, che presto la convinse a unirsi alla "Family", la sua setta di seguaci, con la quale Nancy iniziò a girare lungo la West Coast, diventando in breve tempo una delle favorite di Manson.
Nel periodo degli omicidi Tate/Labianca, il 9-10 agosto 1969, la Pitman si trovava allo Spahn Ranch con il resto della Family. Fu tra le persone arrestate durante le retate del 16 agosto, e del 10 e 12 ottobre 1969. Mentre si trovava in carcere, Nancy rimase sempre fedele a Manson rifiutandosi di ammettere di sapere qualcosa dei crimini.
Dopo il processo e la condanna di tutti gli imputati accusati degli omicidi Tate/Labianca, Nancy si allontanò molto da Manson come la maggior parte degli altri membri della Famiglia che rimasero a Los Angeles.
In seguito si unì alla Fratellanza ariana, e nel 1972 rimase implicata nel duplice omicidio di una coppia, James L. T. Willett e Reni Willett, venendo arrestata con l'accusa di favoreggiamento. Condannata a 5 anni, trascorse solo 18 mesi in prigione e si sposò in carcere con uno degli autori dell'omicidio, Michael Lee Monfort. La coppia divorziò nel 1990.

### Vita dopo la Family
Oggi, Nancy si è risposata, ha cambiato nome, e si è completamente dissociata dal suo passato criminale. Vive in Oregon, insieme al marito e ai suoi quattro figli.